# مهسا وهابی
مهسا وهابی (متولد ۱۳۷۰) دانشجوی دوره دکتری رشته باستان‌شناسی (دوران تاریخی) دانشگاه تهران می‌باشد که نخستین بار و به‌طور اتفاقی در پاییز ۱۳۹۳ موفق به مشاهده اشیای تاریخی در حفاری‌های اداره فاضلاب در میدان محمدیه در خیابان مولوی تهران شد. از اینکه توجه وی به آثار تاریخی پنهان شده در لایه‌های خاکی در این منطقه نهایتاً توسط گروه باستان‌شناسان با سابقه به کشف خیلی بزرگتری منجر شد.
کاوشی که در ابتدا با نگاه عمیق مهسا وهابی دانشجوی باستان‌شناسی و دیدن یک پی سنگی، تکه‌های سفال، تعدادی جوش کوره، استخوان‌های شکسته، از میدان محمدیه شروع و نهایتاً به کشف اسکلتی ۷ هزار ساله در خیابان مولوی انجامید.
وهابی که در شرکت کارگزاری بیمه کار می‌کرد و در روز ۲۹ آبان ماه ۱۳۹۳ برای انجام مأموریت کاری، وارد میدان محمدیه در خیابان مولوی تهران شد و وقتی دید شرکت فاضلاب در حال کندن زمین است از کنار خاکبرداری‌های آن‌ها رد شد نشانه‌هایی از سفال و اشیاء تاریخی درحفاری‌های اداره فاضلاب در این منطقه نظرم را به خود جلب کرد. بعداً حجم زیاد آجر و پس از آن جوش کوره و استخوان و تکه‌های سفال را مشاهده کرد.
وی در تماسی با خبرنگار سرویس میراث فرهنگی خبرگزاری دانشجویان ایران (ایسنا) از پیدا شدن تکه‌های سفال و لایه‌هایی تاریخی در گودال‌هایی که توسط شرکت آب و فاضلاب در منطقهٔ شمال غرب تهران ایجاد شده‌است، خبر داد.
مهسا وهابی بیان کرد:
سه گودال توسط شرکت آب و فاضلاب در این منطقه ایجاد شده بود که من به‌شکل اتفاقی چند لایهٔ تاریخی و تکه سفال را در آن‌ها دیدم. چند ساعت بعد، متأسفانه با تکه‌های خردشدهٔ سفال‌ها مواجه شدم و چون کارگر یا سرکارگری نبود که در این زمینه با او صحبت کنم، تکه سفال‌ها را با هدف بررسی و مطمئن شدن از دورهٔ تاریخی آن‌ها برداشتم.
پس از عکس‌برداری از تکه سفال‌ها آن‌ها را به برخی اساتید دانشگاه نشان دادم. بعضی از آن‌ها معتقد بودند یکسری از سفال‌ها به دوران اسلامی و آل بویه و یکسری با احتمال کمتر به عصرآهن متعلق‌اند.

وهابی گفت:
در ابتدا فقط تکه‌های شکسته سفال نظرم را جلب کرد اما بعد با حجم وسیعی از آثار تاریخی مواجه شدم.
وی تصریح کرد: با ذهنیتی که در گذشته در خصوص تداخل طرح‌های عمرانی در محوطه‌های باستانی در منطقه شمال غرب تهران داشتم به منطقه نزدیک شدم و با جستجوی خیلی مختصر در میان حفاری‌های فاضلاب توانستم تکه‌های سفال، استخوان‌های شکسته، دپوی عظیمی از آجر و تکه‌های شیشه و… را بیابم.
وهابی اظهار داشت: بعد از صحبت با کارگران موفق شدم با پیمانکار طرح ارتباط گرفته و از او بخواهم تا ادامه روند کار را با احتیاط بیشتری انجام دهد تا بتوانم مسئولان میراث فرهنگی را در جریان امر قرار دهم.
او با اشاره به دریافت مجوز حفاری از این منطقه گفت: در این زمان با همکاری عده‌ای از دانشجویان باستان‌شناسی دانشگاه تهران توانستیم حجم بسیار زیادی از این اشیاء را از دل خاک بیرون آورده و به صورت امانت در یکی از کارگزاری‌های بیمه نگهداری کنیم.
محمدرضا رکنی کارشناس پژوهشکده باستان‌شناسی و تیم تحت مدیریت او، مدلی سه بعدی از بقایای چهره و اسکلت زنی مربوط به هفت هزار سال پیش را طراحی کرده‌اند.